# Мирослав Скорик
Мирослав Скорик (укр. Мирослав Михайлович Скорик, 13. јул 1938 — 1. јун 2020) био је украјински композитор и учитељ. Његова музика је савременог стила и садржи идиоме из различитих извора укључујући немачку, велшку, енглеску и источноевропску уметничку традицију.
Скорик је добио титуле Народни уметник Украјине и Херој Украјине.

## Рани живот
Мирослав Скорик је рођен у Лавову, Украјина, тада део Пољске (Лвов). Његови родитељи су се школовали у Аустрији на Универзитету у Бечу и касније су постали васпитачи. Отац му је био историчар и етнограф, а мајка хемичарка. Иако његови родитељи нису имали посебну музичку обуку, његова мајка је свирала клавир, а отац виолину. Скорик је од малих ногу био изложен музици у домаћинству. Ништа мање важно није било ни то што је у његовој породици била позната дива 20. века – Скорикова пратетка била је украјинска сопран Соломија Крушељницка.
Године 1947. Скорикова породица је депортована у Сибир, где је Мирослав одрастао: у Лавов су се вратили тек 1955.

## Дипломске студије и прва дела
Између 1955. и 1960. Скорик је студирао на Лавовском конзерваторијуму и тамо је добио обуку из композиције и теорије. Скорик наводи: „Моји учитељи су били познати композитори и педагози, укључујући Станислава Људкевича, дипломца Бечког конзерваторијума, Романа Симовића, који је дипломирао на Прашком конзерваторијуму 1933, и Адама Шолтиса (1890-1968), дипломца Берлинског конзерваторијума.“ Скориково дело за завршни испит била је Кантата Весна (Пролеће), на стихове Ивана Франка за солисте, мешовити хор и симфонијски оркестар. Скорик је такође написао нешто клавирске музике у то време, укључујући циклус клавирских комада „У Карпатским планинама“.
Скорик се 1960. уписао на постдипломски истраживачки програм на Московском конзерваторијуму где је студирао код композитора Дмитрија Кабалевског. За то време, Скорик је компоновао музику у широком спектру стилова: симфонијски, камерни и вокални. Нека дела из овог периода укључују 'Свита у Д-дуру за гудаче', 'Соната бр. 1 за виолину и клавир' и 'Партита бр. 1 за гудаче' која је убрзо постала популарна. Поред тога, Скорик је написао и неколико клавирских дела као што су 'Варијације', 'Блуз' и 'Бурлеска' које су стекле велику популарност и које се нашироко изводи у концертним дворанама широм света. Његова 'Бурлеска' постала је обавезно дело на клавирским такмичењима, пре свега на Међународном такмичењу младих пијаниста у знак сећања на Владимира Хоровица у Кијеву, Украјина, и као педагошка пракса.

## Наставничка каријера
Скорик је дипломирао на Московском конзерваторијуму 1964. и преузео је професорски посао на Лавовском конзерваторијуму где је остао до 1966. године. Убрзо након тога, прихватио је позицију на Кијевском конзерваторијуму  где је рекао: „Упоредо са предавањима композиције, држао сам и теоријске часове који су се фокусирали на савремене технике хармоније. Тема Скорикове дисертације, коју је завршио 1964. године, била је концентрисана на Прокофјевљеву музику, њен наслов гласи „Карактеристике музичког система С. Прокофјева“ (Прокофјевљев модел система). Скорик је такође написао књигу „Структура и изражајна природа акорда у музици двадесетог века“ (Кијев, 1983 Музичка издавачка кућа Украјине). Међу значајним студентима су композитори Освалдас Балакаускас, Иван Карабиц и Јевхен Станкович, као и Хана Хаврилец и Бохдана Фрољак .</ref>
Године 1996. Скорик је једно време живео са породицом у Аустралији и добио аустралијско држављанство, али се касније вратио да живи у Украјини.
У априлу 2011. Скорик је именован за уметничког директора Кијевске опере, на којој је био до 2016. Предавао је и на Лавовском и Кијевском конзерваторијуму .

## Смрт
Скорик је преминуо 1. јуна 2020.

## Дела
Мирослав Скорик је био композитор, пијаниста и диригент. Многа Скорикова дела извели су водећи ансамбли и солисти, укључујући квартет Леонтович, Олеха Крису, Володимира Виницког, Олега Чмира, Миколу Сука, Виктора Маркива и Александра Слободјаника .
Виктор Маркив, пијаниста и тренутно истакнути предавач музике на Универзитету у Њу Хејвену, написао је прву књигу на енглеском језику о композитору под називом Живот и соло клавирска дела украјинског композитора Мирослава Скорика, коју је 2010. објавио Едвин Меллен Пресс.

### Делимичан списак дела
- Мелодија у а-молу (1982) [3][4]
- Соната за клавир (1958)
- гудачки квартет у ф-дуру (1959)
- У Карпатима – циклус за клавир (1959)
- Весна (Пролеће) – Кантата за солисте, хор и симфонијски оркестар на стихове Тараса Шевченка (1960)
- Симфонијска поема Валцер – (1960)
- Свита за гудачки оркестар – (1961)
- Рондо за клавир – (1962)
- 4 песме за сопран и симфонијски оркестар на стихове Тараса Шевченка (1962)
- Соната бр. 1 за виолину и клавир (1963)
- Симфонијска поема „Јаче од смрти“ (1963)
- Кантата за солисте, хор и симфонијски оркестар (1964)
- Бурлеска за клавир (1964)
- Варијације клавира (1961)
- Парафраза на теме из опере Пучини „[Мадам Батерфлај“ за клавир
- 6 џез комада за клавир
- Три екстравагантна плеса за клавир у 4 руке<реф>{{ците веб|урл=хттпс://ввв.иоутубе.цом/ватцх?в=д-јХ6хј17ф8[мртва веза] |арцхиве-урл=хттпс://гхостарцхиве.орг/варцхиве[мртва веза] /иоутубе/20211221/д-јХ6хј17ф8 |арцхиве-дате=2021-12-21 |урл-статус=ливе|титле=Мирослав Скорик -Три екстравагантна плеса за четири руке, Виктор Маркив |публисхер=ИоуТубе |дате-0-20 08 |аццесс-дате=2020-06-02}</реф>
- Блуз за клавир (1964)
- Популарни комади о речима украјинских текстописаца (1964)
- Хутсул Триптих за симфонијски оркестар (1965)
- Из дечјег албума – 5 комада за клавир (1965)
- Партита бр. 1 за гудачки оркестар (1966)
- Клесар -Песничка балада на стихове Ивана Франка (1967)
- Рецитатив и рондо за виолину, виолончело и клавир (1968)
- Концерт за виолину бр. 1 (1969)
- Партита бр. 2 за камерни оркестар (1970)
- Карпатски концерт за велики оркестар (1972)
- Музика за позоришни спектакл Стоне Гусет - по Лесији Украинки (1973)
- 3 фантазије за таблатуру лауте из 16. века (транскрибовано за камерни оркестар) (1973)
- Партита бр. 3 за гудачки оркестар (верзија гудачког квартета) (1974)
- Партита бр. 4 за симфонијски оркестар (1974)
- Партита бр. 5 за клавир (1975)
- Концерт за клавир бр. 1 (Концерт за младе) (1977)
- Три свадбене песме за глас са симфонијским оркестром (1978)
- Токата за клавир (1978)
- „Песме Арлекина“ музичка прича за децу (1978)
- Музика за анимиране филмове (1978)
- Музика за филм Хигх Моунтаин Пасс (1978)
- Концерт за клавир бр. 2 (1982)
- Концерт за виолину и оркестар (1983)
- Прелудије и фуге за клавир (1986-1989)
- Концерт за виолину бр. 2 (1989)
- Соната бр. 2 за виолину и клавир (1990)
- Балет „Соломија Кручелнитска“ (1992)
- Диптих за гудачки квартет (верзија за камерни оркестар) (1993)
- Фантазија на теме песама Битлса за гудачки оркестар (1993)
- Симфонијска песма о 60. годишњици украјинског Холодомора -1932-33 (1993)
- Симфонијска поема Сећање на родни крај посвећена 100 година украјинске емиграције у САД (1993)
- А-р-и-а за виолончело и камерни оркестар (1994)
- Тхе Сеасонс 4 минијатуре за мешовити а капела хор (1994)
- Партита бр. 6 за гудачки оркестар (1996)
- Концерт за клавир бр. 3 (1996-1997)
- Лист албума за гудачки оркестар (1997)
- Партита бр. 7 за гудачки квартет (1999)
- Псалам бр. 50 за сопран и хор (1999)
- Духовни реквијем (1999)
- Концерт за виолину бр. 3 (2001)
- Опера Мојсије на песме Ивана Франка (2001)
- Маса (2001)
- Концерт за виолину бр. 4 (2002)
- Концерт за виолину бр. 5 (2004)
- Балада „Дњепар” на мотиве Страшне освете Т. Гогоља за баритон (2004)
- Карпатска рапсодија за виолину и клавир (2004)
- Кантата-поема „Хамалија“ на стихове Тараса Шевченка (2005)
- Литургија (Св. Јован Златоуст) – (2005)
- Псалам бр. 38 за женски хор а цапелла (2005)
- Псалам бр. 12 за мушки а цаппелла хор (2005)
- Псалам бр. 53 за мешовити хор а цапелла (2005)
- Концерт за виолину бр. 6 (2009)
- Концерт за виолину бр. 7 (2011)
- Концерт за виолину бр. 8 „Алузија на Шопена“ (2011)
- Концерт за виолину бр. 9 (2014)
- Концерт за виолину бр. 10 (2019)

## Награде
- Народни уметник Украјине [5]
- херој Украјине [6]